# Elmore (Alabama)
Elmore è un comune degli Stati Uniti d'America situato nella contea di Elmore dello Stato dell'Alabama. Secondo il censimento del 2010 il comune contava 1 262 abitanti.